# Trioza rhinosa
Trioza rhinosa är en insektsart som beskrevs av Caldwell 1944. Trioza rhinosa ingår i släktet Trioza och familjen spetsbladloppor. Inga underarter finns listade i Catalogue of Life.